# عزیز دل (فیلم ۱۹۹۴)
با دل‌آرا (فیلم ۲۰۱۵) اشتباه نشود.
عزیز دل (به هندی: Dulaara) یا دل‌آرا فیلمی محصول سال ۱۹۹۴ و به کارگردانی ویمال کومار است. در این فیلم بازیگرانی همچون گوویندا، کاریسما کاپور، رانجیت، فریده جلال، گلشن گروور ایفای نقش کرده‌اند.